# 洛迪高·拉莫斯
洛迪高·拿加達·拉莫斯（葡萄牙語：Rodrigo Lacerda Ramos，1980年10月6日—）常称洛迪高（Rodrigo），生于圣贝尔纳多-杜坎普，巴西职业足球运动员，现效力于日本職業足球联赛球会磐田山葉队。